# Анастомоза између црева и желуца
Анастомоза између црева и желуца (АИЦЖ) или гастројејуностомија  је хируршка процедура којом се ствара анастомоза или вештачки створена веза  између желуца и јејунума. Може се изводити ручно шивеним или кламастим начином, било отворено или лапароскопски. Неки центри су чак направили гастројејуностомију и ендоскопски.
Ова анастомоза између различитих делова желуца и црева је основна техничка компонента у свим гастроинтестиналним процедурама и једна од најважнијих процедура у хирургији рака желуца. 
Како се овом методом могу да се заобиђу делови  гастроинтестиналног тракта, ова техника се користи и у многим процедурама за мршављење, које захтевају нову анастомозу.
Гастројејуностомија једнослојном техником ручног шивања је безбедна без озбиљних компликација у поређењу са техником двослојног шава, јер су време рада и трошкови методе су мањи у једнослојној методи.

## Историја
За рзвој АИЦЖ кроз историју медицине постојало је неколико разлога  укључујући опструкције бајпаса, као део процедуре за губитак тежине и као део реконструкције након ресекције желуца. 
Прву успешну гастројејуностомију извео је Антон Волфер 1881. године како би заобишао рак пилоруса. Међутим, прављење гастројејуностомије где се желудац  анастомозира са јејуномом без стварања посебног екстремитета за панкреатобилијарне секреције познато је као Билрот II поступак по Вулферовом учитељу, др Теодору Билроту, иако Билрот није урадио своју прву успешну гастројејуностомију све до 1888. године.
Процедура у којој се остатак желуца анастомозира на петљу јејунума и креира се додатна јејунојејуностомија позната као Roux-en-Y процедура по Цезару Роуку почев од 1887. године, иако је Антон Волфер такође извео прву Roux-en-Y процедуру четири године раније 1883. године.

## Индикације
Опструкција гастричног излаза (ОГИ) која је најчешћа индикација за гастројејуностомију, може се појавити у следећим клиничким стањима:
Хронични чир дванаестопалачног црева или препилоричног чира са пилоричним ожиљцима.
Код овог стања АИЦЖ служи за ублажавање опструкције и изводи се заједно са трункалном ваготомијом да би се смањила секреција желудачне киселине. 
Друга метода је извођење ваготомије и антректомије уз Билрот II реконструкцију. АИЦЖ  је индикована након гастректомије за хронични чир на желуцу који је рефракторан на медицинску терапију или за сумњу на малигнитет чира на желуцу.
Корозивна повреда желуца
Корозивна повреда желуца са опструкција гастричног излаза уобичајена је након задесног или самоубилачког гутања киселине. Због пилороспазма након гутања корозивног средства, честе су препилоричне стриктуре желуца. Алтернативни поступак је Билрот I гастректомија.
Ресектабилни карцином антропилоричног региона
За ресектабилни карцином антропилоричног региона, АИЦЖ се изводи након радикалне субтоталне гастректомије да би се одржао континуитет гастроинтестиналног тракта (ГИТ).
Нересектабилне малигне болести желуца, дуоденума или главе панкреаса
За нересектабилне малигне болести желуца, дуоденума или главе панкреаса са опструкцијом гастричног излаза, АИЦЖ је индикована као палијативни третман. Мета-анализа (17 студија) Дел Нероа  упоређивала је хируршку гастројејуностомију (ГЈЈ) са ендоскопским стентирањем (ЕС) за палијацију малигних опструкција гастричног излаза. Технике су процењене у погледу ефикасности, безбедности, трајања хоспитализације и преживљавања. Утврђено је да ендоскопско стентирање  доводи до ранијег оралног поновног храњења, краћег трајања хоспитализације и мање учесталости компликација. Међутим, АИЦЖ је резултовао нижом стопом понављања опструктивних симптома и дужим укупним преживљавањем.
Морбидна гојазност
За пацијенте са морбидном гојазношћу, може се урадити Roux-en-Y желудачни бајпас (премосница желуца (RYGB)), која служи као рестриктивна процедура са извесном малапсорпцијом. Roux-en-Y желудаћни бајпас (RYGB) је коришћен и као стратегија спасавања за неуспешно везивање желуца. Након праћења до 10 година, показало се да ова метода даје резултате упоредиве са резултатима примарног RYGB.
Гастропареза
Гастропареза се може урадити и код пацијената који имају шећерну болест или који су били подвргнути операцији желуца. Случајеви који не реагују на медицински третман и перкутану гастростомију могу захтевати субтоталну гастректомију са АИЦЖ да би се ублажили симптоми.

## Контраиндикације
Апсолутне контраиндикације
Гастројејуностомија је контраиндикована код пацијената који нису способни за општу анестезију.
Релативне контраиндикације
Релативне контраиндикације за гастројејуностомију су:
- Стања која повећавају ризик од цурења анастомозе (нпр. лош нутритивни статус са тешком хипоалбуминемијом или дисеминовани малигнитет са тешким асцитесом или дифузним перитонеалним наслагама)
- Дифузни перитонитис и тешка сепса (дифузни перитонитис сам по себи није контраиндикација)
- Екстензивни варикозитет желуца
- Лапароскопски приступ код пацијената са претходном историјом операција у горњем делу абдомена (присуство адхезија и измењена анатомија, јер могу да закомпликују процедуру).

## Компликације
Инциденција и тежина компликација након гастројејуностомије су значајно смањене у последњих неколико деценија због побољшања технике. Ове компликације се могу широко поделити на постоперативне синдроме и постгастректомијске синдроме (који се могу поделити на компликације које су последица ресекције желуца и компликације везане за реконструкцију желуца).

### Постоперативни синдроми[1]
| Синдроми              | Клиничка слика |
| --------------------- | --- |
| Секундарна хеморагија | Ако се крварење манифестује кроз абдоминални дрен, обично је то због клизања лигатура. Ако је крварење значајно и упорно, може бити оправдано поновно истраживање хемостазе. Ако се крварење манифестује кроз аспират назогастричне сонде, индиковано је крварење из анастомотске линије. Ово се у почетку лечи конзервативно, благим испирањем желуца са нормалним физиолошким раствором, трансфузијом крви и помним праћењем виталних параметара. Ако је крварење упорно, потребно је хируршко испитивање. Отвара се предњи слој гастројејуностомије и процењује узрок крварења. Обично се крварење манифестује из задње анастомотске линије и контролише се узимањем хемостатских шавова након чега следи поновно шивање предњег слоја гастројејуностомије. Ако дође до крварења из предњег слоја, поновним шивањем слоја контролише се крварење. |
| Цурење из анастомозе  | Обично се јавља након 4-7 постоперативног дана и повезано је са високим морбидитетом и морталитетом. Захтева поновно истраживање, дренажу и јејуностомију за храњење. |
| Дуоденални пањ        | Разарајућа компликација након Билрота 2 гастректомије, која се обично јавља око 5. постоперативног дана. Ако је дрен ин ситу, издувавање дуоденалног пањева се манифестује као повећан излаз жучи из дрена; ако дрен није ин ситу, може се манифестовати као локализована интраабдоминална колекција или дифузни перитонитис. Ако је дрен већ ин ситу и добро дренира без икаквих знакова перитонитиса, може се покушати конзервативно лечење (нула пер ос [НПО], антибиотици и тотална апрентерална исхрана или храна за јејуностомију), што може омогућити разрешење фистуле. |
| Инфекција             | Сви знаци перитонитиса захтевају хитну поновну операцију, испирање и дренажу са јејуностомијом за храњење. Дуоденостомија тубуса може се користити за прављење контролисане дуоденалне фистуле. |
| Стриктура анастомозе  | Одложена компликација која је уобичајена када се гастројејуностомија ради за лечење корозивне повреде желуца са ГОО или као палијативна процедура за малигнитет. Може се покушати иницијална ендоскопска интервенција са дилатацијом балона; ако ово не успе, потребна је хируршка експлорација и ревизија анастомозе. |

Повратак тежине након RYGB може бити последица проширења гастројејуналне анастомозе (ГЈА). Ендоскопска редукција трансоралног излаза пуне дебљине (ефТОР) је ефикасан метод за превазилажење ове компликације. Изводљивост и добре стопе успеха су пријављени са полуцимференцијалном ендоскопском субмукозном дисекцијом (ЕСД)-ефТОР као алтернативом коагулацији аргон плазме (АПЦ)-ефТОР. Дошло је до значајног смањења пукнутих шавова (20 % наспрам 69 %) и већег смањења ГЈА (велико, 20 % наспрам 0 %; мање, 54 % наспрам 37 %; ниједно, 13 % наспрам 58 %). Остали фактори (нпр. техничка ефикасност, време прегледа и стопа компликација) били су упоредиви.
Смањење трансоралног излаза кроз торбицу (ТОРе) је још један метод управљања проширеним ГЈА. ГЈА се аблатира АПЦ-ом или сецира ЕСД-ом, а ташни шав је причвршћен преко балона (8  до 12 мм) да би се смањио лумен. Утврђено је да је ово изводљиво и безбедно, постижући добро смањење телесне тежине након захвата у току једногодишњег праћења.